# شانس، عشق، تصادف
شانس، عشق، تصادف فیلمی به کارگردانی آرش معیریان و نویسندگی اصغر نعیمی محصول سال ۱۳۹۳ است. این فیلم یک برگردان از فیلم امروز و فردا ساخته عباس شباویز میباشد .

## بازیگران
- محمدرضا شریفی‌نیا در نقش نوبری
- سیروس گرجستانی در نقش بابا خراط
- بهنوش طباطبایی در نقش ناهید
- سحر قریشی در نقش مینو
- امید علومی در نقش برزو،برادر ناهید
- نادر سلیمانی در نقش ابی
- آزیتا ترکاشوند در نقش مریم،خواهر حمید
- حمید عسکری در نقش حمید
- محمود جهان در نقش خواننده لب ساحل
- محمدرضا شیرخانلو در نقش بچه پرورشگاه
- پارسیا شکوری در نقش بچه پرورشگاه
- هومن الماسی در نقش بچه پرورشگاه

## خلاصه داستان
جلال شریفی پدر مینو مرد متمولی است که با ناهید که چشم طمع به ثروت شریفی دارد ازدواج موقت کرده و قرار است بعد از رضایت دخترش مینو به ازدواج دائم تبدیل کند اما مینو مخالف ازدواج پدرش با ناهید است شریفی به همراه ناهید و مینو در ویلای خود در شمال مستقر می‌شوند که در نزدیکی همان محل اردوی تفریحی آموزشی برای بچه‌های بهزیستی تشکیل شده سرپرستی اردو به عهده جوانی است به نام حمید. مینو دلباخته حمید می‌شود ناهید که نگران از دست رفتن ازدواج و اموال شریفی است برادرش را به ویلای شمال دعوت می‌کند و او را به دروغ مهندسی موفق در آمریکا معرفی می‌کند و از او می‌خواهد دل مینو را بدست آورده و با او ازدواج کند اما مینو به او بی محلی کرده و به حمید علاقه نشان می‌دهد ناهید و برادرش نقشه ای می‌کشند و با آتش زدن چادر بچه‌های بهزیستی قصد دارند حمید را از چشم مینو و پدرش بیندازند بچه‌ها متوجه نقشه آنها می‌شود و نجات پیدا می‌کنند. در انتها پدر مینو متوجه شرارت ناهید و برادرش می‌شود و آنها را بدست پلیس می‌سپارد و با ازدواج مینو و حمید موافقت می‌کند